# Vojnić-Breg
Vojnić-Breg est un village de la municipalité de Bedekovčina (comitat de Krapina-Zagorje) en Croatie. Au recensement de 2011, le village comptait 146 habitants.